# Прва рагби лига Републике Српске
Прва рагби лига Републике Српске је такмичење рагби клубова са територије Републике Српске. Лига постоји од сезоне 2013. и тренутно се састоји од 5 клубова. Ово је први и једини степен рагби такмичења у Републици Српској. У сезони 2014. лиги се приклјучио и рагби клуб Ратници из Дрвара.

## Историја
Сезона 2013/2014 је за спорт Републике Српске представљала историјски значајну сезону, узевши у обзир да се управо током ове сезоне, први пут организовано заиграло рагби првенство. Прва рагби лига Републике Српске, у свом премијерном издању састојала се од три клуба.

## Клубови Прве рагби лиге Републике Српске 2013/14.
- Бијели зечеви
- Рудар
- Нови громови

### Табела
| #. | Клуб          | Играно | Добијено | Нерјешено | Изгубљено | Поени  | Бодови |  |
| -- | ------------- | ------ | -------- | --------- | --------- | ------ | ------ |  |
| 1. | Бијели зечеви | 4      | 4        | 0         | 0         | 180-52 | 8      |  |
| 2. | Рудар         | 4      | 1        | 0         | 3         | 92-154 | 2      |  |
| 3. | Нови громови  | 4      | 1        | 0         | 3         | 78-144 | 2      |  |

| Првак Прве рагби лиге Републике Српске 2013. |
| -------------------------------------------- |
| Бијели зечеви 1. титула                      |

## Клубови Прве рагби лиге Републике Српске 2014/15.
- Бијели зечеви
- Рудар
- Нови громови
- Ратници
- Челични Вепрови